# Municipio de Little River (condado de Misisipi)
El municipio de Little River (en inglés: Little River Township) es un municipio ubicado en el condado de Misisipi en el estado estadounidense de Arkansas. En el año 2010 tenía una población de 984 habitantes y una densidad poblacional de 3,79 personas por km².

## Geografía
El municipio de Little River se encuentra ubicado en las coordenadas 35°43′5″N 90°12′6″O / 35.71806, -90.20167. Según la Oficina del Censo de los Estados Unidos, el municipio tiene una superficie total de 259.46 km², de la cual 259,37 km² corresponden a tierra firme y (0,03 %) 0,09 km² es agua.

## Demografía
Según el censo de 2010, había 984 personas residiendo en el municipio de Little River. La densidad de población era de 3,79 hab./km². De los 984 habitantes, el municipio de Little River estaba compuesto por el 92,38 % blancos, el 0,81 % eran afroamericanos, el 0,1 % eran amerindios, el 0,1 % eran asiáticos, el 3,35 % eran de otras razas y el 3,25 % eran de una mezcla de razas. Del total de la población el 7,72 % eran hispanos o latinos de cualquier raza.